# 长沙特区
长沙县（越南语：／），又称长沙岛县（越南语：／），是越南南部庆和省下辖的一个县。

## 歷史
1982年12月9日，越南政府以同奈省隆坦县所辖島嶼部分设立长沙县，隶属同奈省管辖。1982年12月28日，长沙县划归富庆省管辖。1989年6月30日，富庆省分设为富安省和庆和省，长沙县划归庆和省管辖。2007年4月11日，越南政府以大长沙岛及附近岛礁设立长沙市镇，以双子西岛及附近岛礁设立双子西社，以生存岛及附近岛礁设立生存社。

## 行政區劃
长沙县下辖1市镇2社，县莅长沙市镇。
- 长沙市镇（Thị trấn Trường Sa），位于南威岛（大长沙岛）。
- 生存社（Xã Sinh Tồn），位于景宏岛（生存岛）。
- 双子西社（Xã Song Tử Tây），位于南子岛（双子西岛）。

## 醫療
长沙市鎮医疗卫生中心由设在胡志明市的国防部175号军医院負責，擁有远程医疗会诊系统，具備為心肌梗塞、胃出血、阑尾炎、呼吸衰竭、败血症、中风等多种急性疾病進行急救与治疗的能力，2016-2021年，在长沙岛縣接受体检与发药人数达5.6万人次，急救超過400人次。2020年和2021年第一季度，雙子西岛医疗中心共为1580人次看诊和治疗，其中渔民为1200多人次。2020年，胡志明市向长沙岛县的南谒岛医疗诊所捐贈300亿越盾的援助资金。

## 文教
長沙縣設有长沙镇小学、生存小学和双子西小学三所小學，每所学校由两位教师负责上课。2020年，河内市政府援助380亿越盾用于长沙县多功能文化馆建设。

## 環境
長沙縣拥有4棵被越南自然环境保护协会認定为“越南遗产树”的古树。双子西岛的银毛树高25米，树干周长3.8米，树冠宽35米，树龄300多年。南谒岛的滨玉蕊树也是300多年的古树，巨大的树桩要4人才能环抱，该树共有9个枝干，树冠覆盖面积数百平米。除了银毛树和滨玉蕊树之外，山歌岛和生存岛的2棵厚壳树也被越南自然环境保护协会公认为遗产树。

## 交通
长沙縣有九座灯塔。雙子西岛上灯塔于1993年兴建，是长沙岛縣首座灯塔，在距离灯塔17海里处的船舶可看到灯塔每隔15秒钟闪光一次的白光。云雀岛灯塔于2010年8月正式投运，该座灯塔有28米高，每隔10秒钟闪光一次，有效范围15海里。灯塔点亮时间从下午5时30分到第二天早晨5时30分。軍用機場長沙機場擁有1200米長的跑道。